# Кварсинське професійне училище №14
Ква́рсинське професі́йне учи́лище № 14 — навчальний заклад середньої спеціальної освіти в селі Кварса, Воткінський район, удмуртія, Росія.

## Історія
Училище було засноване 18 грудня 1953 року згідно з указом Удмуртського управління трудових резервів № 126 та наказом Міністерства культури СРСР від 1 грудня 1953 року № 139/00303 на базі ремісничого училища № 7 міста Воткінська як ремісниче училище № 1 механізації сільського господарства при Міністерстві сільського господарства з ціллю підготовки кадрів для села. Першим директором став Нікітін Анатолій Петрович. Училище готувало трактористів для роботи в колгоспах та радгоспах Удмуртії і на цілинних землях Казахстану.
12 квітня 1961 року училище переїхало до Кварси, в район залізничного вокзалу, директором став Чумаков Роман Іванович. В 1964 році училище було перейменоване в СПТУ (сільське ПТУ) № 1, готувало трактористів-машиністів з річним строком навчання. Учні з дворічним строком навчання отримували професію водія 3 класу. В 1970 році був відкритий новий навчальний корпус (нині це лабораторія по тракторам та автомобілям), училище перейменоване в ССПТУ № 1 (сільське середнє ПТУ). Училище одне з перших переходить на підготовку кадрів для села із середньою освітою, строком навчання 3 роки. З 11 червня 1985 року училище перейменоване в ПТУ № 14, з 6 жовтня 1994 року — в ПУ № 14. 1987 року на базі училища проходив Перший республіканський конкурс трактористів.

## Структура
Навчання проходить на базі 9 класів, із строком навчання 2 роки 5 місяців, з отриманням середньої повної освіти:
- тракторист-машиніст сільськогосподарського виробництва категорій В, С, D, E, F
- водій автомобіля категорії С
- кухар, кондитер

На базі спеціального корекційного навчання, із строком 10 місяців:
- столяр будівельний
- штукатур
- оператор машинного доїння
- швачка